# Кизил-Арт
Кизил-Арт, Кизиларт  (кирг. Кызыл-Арт ашуусу) — гірський перевал і прикордонний пункт на Заалайському хребті на кордоні Таджикистану та Киргизстану. 
Найвища точка — 4280 м. 

Прикордонний контрольно-пропускний пункт на киргизькій стороні — Бор-Добе. 

Через перевал проходить Памірське шосе, яке веде на південь від Сари-Таша в Алайській долині на Памірське плато до озера Каракуль і Мургаба, Таджикистан . 